# 托考伊区
托考伊区（匈牙利語：Tokaji járás），是匈牙利包尔绍德-奥包乌伊-曾普伦州的一个区，总面积255.81平方公里，总人口13,331人（2011年），人口密度52人/平方公里。中心城市为托考伊。

## 市镇
托考伊区包含一个城镇和10个村庄。